# François Ewald

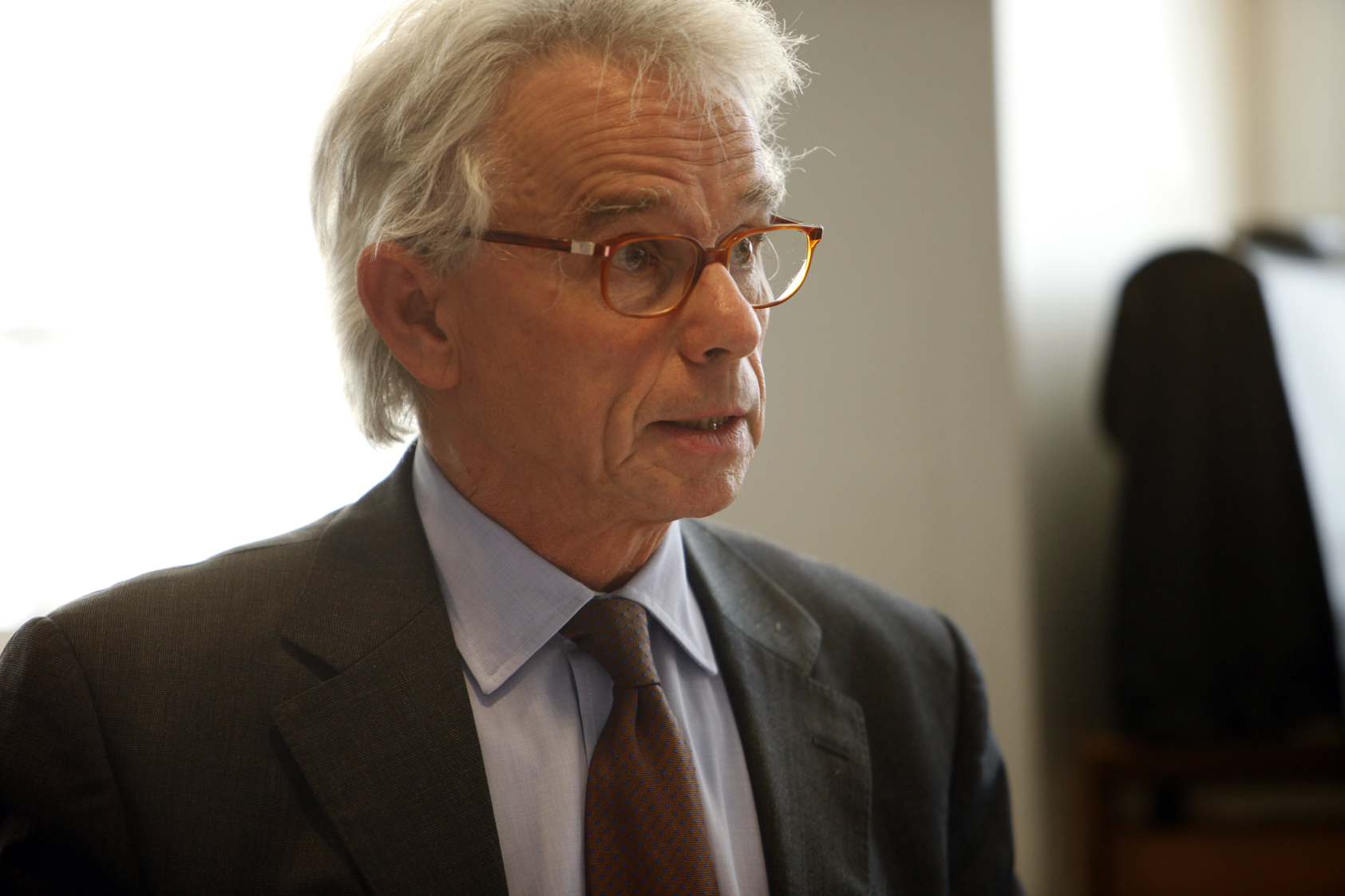
François Ewald

François Robert Ewald (* 29. April 1946) ist ein französischer Philosoph und Soziologe. Er ist Professor für Versicherungswesen am Conservatoire National des Arts et Métiers und Direktor der Ecole nationale d’assurances. Seine Forschungsarbeiten beschäftigen sich dabei insbesondere mit dem Risiko und der Philosophie des Risikos.
International bekannt wurde er als Assistent von Michel Foucault am Collège de France. Später veröffentlichte er zusammen mit Daniel Defert eine Ausgabe von Foucaults Schriften und zusammen mit Alessandro Fontana Foucaults Vorlesungen am Collège de France. Seine Karriere als politischer Intellektueller führte ihn dabei von der eines radikalen Marxisten im Mai 68 bis zum französischen Arbeitgeberverband MEDEF, als dessen intellektueller Fahnenträger er gilt. Seit 2006 ist er Träger der Ehrenlegion.

## Veröffentlichungen
- L’Etat providence (1986), auf Deutsch erschienen als Der Vorsorgestaat, Suhrkamp 1993
- Le Principe de precaution (2001, 2008)